# Morgane Ndongo
Christelle Morgane Ndongo Adzomo, née le 7 mars 1993, est une handballeuse camerounaise. Elle mesure 1,95 m.
Elle évolue au poste d'arrière avec le club du FAP Yaoundé. Elle fait également partie de l'équipe du Cameroun, avec laquelle elle participe au championnat du monde 2017 en Allemagne.

## Palmarès

### En équipe nationale
- 20e place au Championnat du monde 2017